# Braunsia striata
Braunsia striata är en stekelart som först beskrevs av Smith 1862.  Braunsia striata ingår i släktet Braunsia och familjen bracksteklar. Inga underarter finns listade.